# Glas Tulaichean
Glas Tulaichean är ett berg i Storbritannien.   Det ligger i kommunen Perth and Kinross och riksdelen Skottland, i den norra delen av landet, 600 km norr om huvudstaden London. Toppen på Glas Tulaichean är 1 051 meter över havet.
Terrängen runt Glas Tulaichean är huvudsakligen lite kuperad.Runt Glas Tulaichean är det mycket glesbefolkat, med 7 invånare per kvadratkilometer. Närmaste större samhälle är Braemar, 18,4 km nordost om Glas Tulaichean. Trakten runt Glas Tulaichean består i huvudsak av gräsmarker.